# Плач (телесериал)
«Плач» (англ. The Cry) — британский детективный драматический мини-сериал, состоящий из четырёх частей. Сериал снят на основе одноимённого романа Хелен Фитцджеральд, сценарий написала Жаклин Перске. Сериал транслировался с 30 сентября по 21 октября 2018 года на телеканале BBC One. Дженна Коулман исполнила роль Джоанны, школьной учительницы, чей четырёхмесячный ребёнок Ноа исчезает, когда они с отцом ребёнка Алистером (Юэн Лесли) посещают семью в Австралии. Режиссёром телесериала стал Глендин Айвин, продюсированием занималась компания Synchronicity Films.

## Сюжет
Молодые родители Джоанна и Алистер едут из Шотландии в австралийский город, чтобы увидеться с семьёй и бороться за права опеки над дочерью Алистера Хлоей против его бывшей жены Александры. По дороге из Мельбурна в Джелонг их маленький сын Ноа исчезает. После этой трагедии под пристальным вниманием общественности их отношения рушатся, а психическое состояние Джоанны ухудшается.

## В ролях
- Дженна Коулман — Джоанна, учительница начальной школы.[3]
- Юэн Лесли[англ.] — Алистер Линдсей, специалист по связям с общественностью, отец ребёнка Джоанны.[3]
- Ашер Кэдди[англ.] — Александра, бывшая жена Алистера и мать Хлои.[3]
- Стелла Гонет[англ.] — Элизабет, мать Алистера.[3]
- Софи Кеннеди Кларк — Кирсти, лучшая подруга Джоанны.[3]
- Маркелла Кавено (англ. Markella Kavenagh) — Хлоя, дочь Алистера и Александры.[3]
- Алекс Димитриадес[англ.] — Питер Алексиадес, детектив полиции Мельбурна.[3]
- Шарина Клэнтон[англ.] — Лорна Джонс, напарница детектива Алексиадеса.[3]
- Шона Макдональд — доктор Уоллас, психолог Джоанны.[3]
- Кейт Дики — Морвен Дэвис.[3]
- Дэвид Эллиот[англ.] — Генри Маккаллум.[3]

## Создание
«Плач» является экранизацией одноимённого романа Хелен Фитцджеральд. Продюсированием занималась компания Synchronicity Films, режиссёр — Глендин Айвин, сценарий написала Жаклин Перске.
Съёмки начались в феврале 2018 года и проходили в Австралии. В апреле 2018 года съемки переместились в Шотландию. Дженна Коулман, исполнившая главную роль Джоанны, закончила сниматься в сериале в Австралии и Глазго в мае 2018 года, чтобы могло начаться производство третьего сезона телесериала «Виктория», в котором она также играет главную роль.

## Выпуск
«Плач» состоит из четырёх эпизодов, премьера в Великобритании состоялась на телеканале BBC One 30 сентября 2018 года. Премьера в Австралии планируется 3 февраля 2019 года на телеканале ABC.

## Эпизоды
| № | Название               | Режиссёр      | Автор сценария | Дата премьеры    | Зрители в Великобритании (млн) |
| --- | ---------------------- | ------------- | -------------- | ---------------- | ------------------------------ |
| 1 | «Эпизод 1» «Episode 1» | Глендин Айвин | Жаклин Перске  | 30 сентября 2018 | 7,54                           |
| Во время назначенной судом встречи с психологом школьная учительница Джоанна начинает вспоминать свою жизнь беспокойной матери и жены. В одном из этих воспоминаний её гражданский муж Алистер рассказывает ей о том, что его бывшая жена Александра готовится к суду об опеке над его дочерью Хлоей. Неохотно Джоанна соглашается поехать с ним в Австралию вместе с их четырёхмесячным сыном Ноа. Во время перелёта Джоанна срывается на пассажиров, когда все начинают жаловаться на постоянный плач Ноа. После прилёта Джоанна и Алистер едут на машине к родственникам и останавливаются, чтобы зайти в магазин. Когда они выходят на улицу, они обнаруживают, что Ноа бесследно пропал.                 |                        |               |                |                  |                                |
| 2 | «Эпизод 2» «Episode 2» | Глендин Айвин | Жаклин Перске  | 7 октября 2018   | 6,52                           |
| Полиция ведет расследование исчезновения Ноа. Под подозрение попадает Александра; выясняется, что она была неподалеку от места исчезновения ребенка. Алистер настраивает убитую горем и потерянную Джоанну, как ей надлежит себя вести на ток-шоу, куда их пригласили из-за резонанса, вызванного пропажей ребенка. |                        |               |                |                  |                                |
| 3 | «Эпизод 3» «Episode 3» | Глендин Айвин | Жаклин Перске  | 14 октября 2018  | 6,68                           |
| Становится известно, что на самом деле произошло с Ноа. Он погиб накануне днем из-за отравления лекарством Джоанны. Алистер был напуган грозящим им сроком за непредумышленное убийство, поэтому придумал разыграть похищение сына. Джоанна по мере сил подыгрывает его версии. Пара даёт показания и участвует в ток-шоу, попутно уничтожая улики (слюнявчик, на котором могли остаться следы лекарства). |                        |               |                |                  |                                |
| 4 | «Эпизод 4» «Episode 4» | Глендин Айвин | Жаклин Перске  | 21 октября 2018  | 7,35                           |
| Тело Ноа так и не нашли, поэтому расследование приостанавливают. С момента исчезновения ребенка проходит несколько месяцев. Джоанна и Алистер пытаются вести обычную жизнь, даже собираются официально пожениться. Однако во время поездки за город Джоанна начинает разговор с Алистером в машине — она вспомнила, что в тот день лекарство сыну давала не она, а Алистер. Она обвиняет его в том, что он знал это, но позволил ей считать себя виноватой в смерти сына. Также он солгал ей о месте, где спрятал его тело. Джоанна отстегивает его ремень безопасности и направляет машину в обрыв. Алистер погибает, а Джоанна предстает перед судом, где ей удается представить все как несчастный случай. |                        |               |                |                  |                                |